# 中世文学会
中世文学会（ちゅうせいぶんがっかい、英語: The Academy of Middle Ages Literature）は、日本の学術研究団体の1つ。

## 概要
1955年5月1日設立。学術研究団体としての種別は単独学会。
中世文学の研究の推進と会員相互の連絡を図ることを目的としている。日本学術会議協力学術研究団体である。

## 刊行物

### 中世文学
- 誌名（和文）：中世文学
- 創刊年：1956
- 資料種別：ジャーナル（査読付き論文を含む）
- 使用言語：日本語のみ
- 発行形態：eジャーナル、印刷体
- 著作権帰属先：著者
- クリエイティブコモンズ：定めていない
- 購読：有料

## 学会賞
2018年度より、若手の中世文学研究者の優れた業績を検証し、今後の研究活動を奨励することを目的として、「中世文学会賞」を設けている。受賞者は「授賞対象論文（当該年度に発行された『中世文学』所収のもの）の発表年に35歳以下であること」を原則とするが、年齢制限については研究歴を考慮する場合がある。
|       | 著者・論文                                                                                               |
| ----- | --- |
| 第1回 | 田口暢之「二十八品歌の詠法：本歌取り作を中心に」                                                         |
| 第2回 | 金子英和「『北院御室御集』の成立時期：天王寺宮をめぐって」                                               |
| 第3回 | 川上一「正徹晩年の「招月庵歌壇」の実態：天理大学附属天理図書館蔵『招月庵詠歌・四十二番歌合』をめぐって」 |
| 第4回 | 該当者なし                                                                                               |
| 第5回 | 児島啓祐「「『愚管抄』本文再考：島原本の性格と意義」                                                     |
| 第6回 | 中野顕正「中将姫継子譚の初期形態」                                                                       |